# Верхнесадовое
Верхнесадо́вое (до 1945 года Дуванко́й, укр. Верхньосадове, крымскотат. Duvanköy, Дуванкой) — село в Нахимовском районе города Севастополя, центр Верхнесадовского муниципального округа (согласно административно-территориальному делению Украины — центр Верхнесадовского сельсовета Нахимовского района Севастопольского горсовета).

## История
Первое упоминание села встречается в «Османском реестре земельных владений Южного Крыма 1680-х годов», согласно которому в 1686 году (1097 год хиджры) Диван-кёй входил в Крымское ханство. В документе перечислены участки земли, принадлежавшие подданным Турецкого султана. Также сведения о селении содержатся и в Камеральном Описании Крыма… 1784 года, судя по которому, в последний период Крымского ханства в Бакче-сарайский кадылык Бахчисарайского каймаканства входили две деревни: Диван киой и другой Диван киой — кварталы-маале (или приходы) большого селения.
После присоединения Крыма к России (8) 19 апреля 1783 года, (8) 19 февраля 1784 года, именным указом Екатерины II сенату, на территории бывшего Крымского Ханства была образована Таврическая область и деревня была приписана к Симферопольскому уезду. После Павловских реформ, с 1796 по 1802 год, входила в Акмечетский уезд Новороссийской губернии. По новому административному делению, после создания 8 (20) октября 1802 года Таврической губернии, Дуванкой был включён в состав Чоргунской волости Симферопольского уезда.

По Ведомости о всех селениях в Симферопольском уезде состоящих с показанием в которой волости сколько числом дворов и душ… от 9 октября 1805 года, в деревне Дуванкой числилось 129 дворов, 674 жителя, крымских татар и 41 крымский цыган, а земля принадлежала адмиралу Ушакову. На военно-топографической карте генерал-майора Мухина 1817 года Дуванкой обозначен с 91 двором и почтовой станцией. Иван Матвеевич Муравьев-Апостол в труде «Путешествие по Тавриде в 1820 годе» восхищался Дуванкоем
Селение прекрасное! Тополи, минареты, чистенькие татарские домики, сады, орошённые ручьями, искусственно проведёнными для поливания виноградников — всё даёт ему вид картинный, прелестный.
 После реформы волостного деления 1829 года Дуванкой, согласно «Ведомости о казённых волостях Таврической губернии 1829 года», определили центром новой Дуванкойской волости (преобразованной из Чоргунской). На карте 1836 года в деревне 199 дворов, а на карте 1842 года Дуванкой обозначен со 194 дворами. На 1849 год, согласно Военно-статистическому обозрению Российской Империи 1849 года, деревня относилась к числу крупнейших в Крыму и насчитывала 593 жителя.
В 1860-х годах, после земской реформы Александра II, деревня осталась центром преобразованной Дуванкойской волости. Согласно «Списку населённых мест Таврической губернии по сведениям 1864 года», составленному по результатам VIII ревизии 1864 года, Дуванкой — общинная татарская деревня (и владельческие дачи) с 143 дворами, 579 жителями, 2 мечетями, волостным правленим и обывательской почтовой станцией, при реке Бельбеке. На трёхверстовой карте Шуберта 1865—1876 года в деревне обозначено 124 двора. Не позднее 1868 года был открыт мектеб, поскольку 31 мая того года ему присвоено имя основателя Э. А. Браккера.
При строительстве Лозово-Севастопольской железной дороги в 1875 году тут была сооружена одноимённая железнодорожная станция.
На 1886 год в деревне Дуванкой, согласно справочнику «Волости и важнѣйшія селенія Европейской Россіи», проживало 890 человек в 168 домохозяйствах, находилось волостное правление, действовали 2 мечети, школа, почтовая станция, 3 пекарни, 3 харчевни и 6 лавок. По «Памятной книге Таврической губернии 1889 года», по результатам Х ревизии 1887 года, в деревне числилось 265 дворов и 1264 жителя. На верстовой карте 1889—1890 года в деревне обозначен 193 двора с татарским населением.

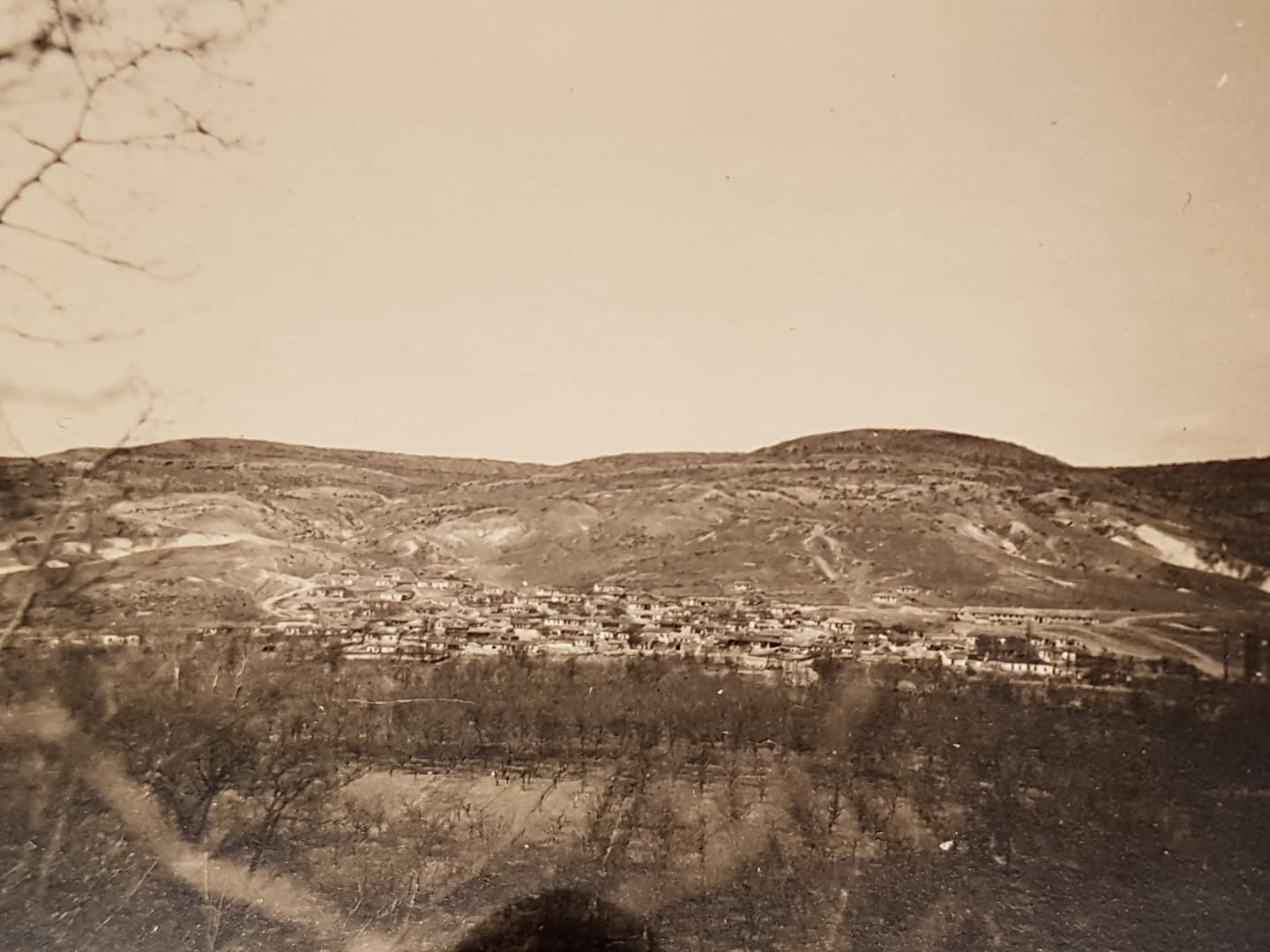
Дуванкой, 1900 год.

После земской реформы 1890-х годов деревня осталась центром преобразованной Дуванкойской волости. Согласно «…Памятной книжке Таврической губернии на 1892 год», в деревне Дуванкой, входившей в Дуванкойское сельское общество, было 1 084 жителя в 170 домохозяйствах, владевших 3470 десятинами земли. Всеобщая перепись 1897 года зафиксировала в деревне 1 574 жителя, из которых 1472 магометанина. По «…Памятной книжке Таврической губернии на 1902 год» в деревне Дуванка, входившей в Дуванкойское сельское общество, числилось 1 114 жителей в 62 домохозяйствах. На 1902 год в деревне имелась больница на 7 коек, работали врач и фельдшер. В 1908 году в деревне было начато строительство нового мектеба. По Статистическому справочнику Таврической губернии. Ч.II-я. Статистический очерк, выпуск шестой Симферопольский уезд, 1915 год, в деревнях Дуванкой и Аджикой вместе Дуванкойской волости Симферопольского уезда числилось 600 дворов с татарским населением в количестве 2067 человек приписных жителей и 225 — «посторонних», из которых 1240 мужчин и 1082 женщины. Жители владели 3048 десятинами удобной земли. В хозяйствах имелось 212 лошадей, 80 волов, 150 коров и 3680 голов мелкого скота. На 1917 год в селении действовали больница и кредитное товарищество.
После установления в Крыму Советской власти, по постановлению Крымревкома от 8 января 1921 года была упразднена волостная система и село вошло в состав Бахчисарайского района Симферопольского уезда, а в 1922 году уезды получили название округов. 11 октября 1923 года, согласно постановлению ВЦИК, в административное деление Крымской АССР были внесены изменения, в результате которых округа были отменены и основной административной единицей стал Бахчисарайский район и село включили в его состав. Согласно Списку населённых пунктов Крымской АССР по Всесоюзной переписи 17 декабря 1926 года, в селе Дуванкой, центре Дуванкойского сельсовета Бахчисарайского района, имелось 451 двор, из них 446 крестьянских, население составляло 1704 человека (820 мужчин и 884 женщины). В национальном отношении учтено: 1551 татарин, 112 русских, 13 украинцев, 3 белоруса, 1 немец, 1 болгарин, 6 армян, действовала татарская школа, 17 записаны в графе «прочие».

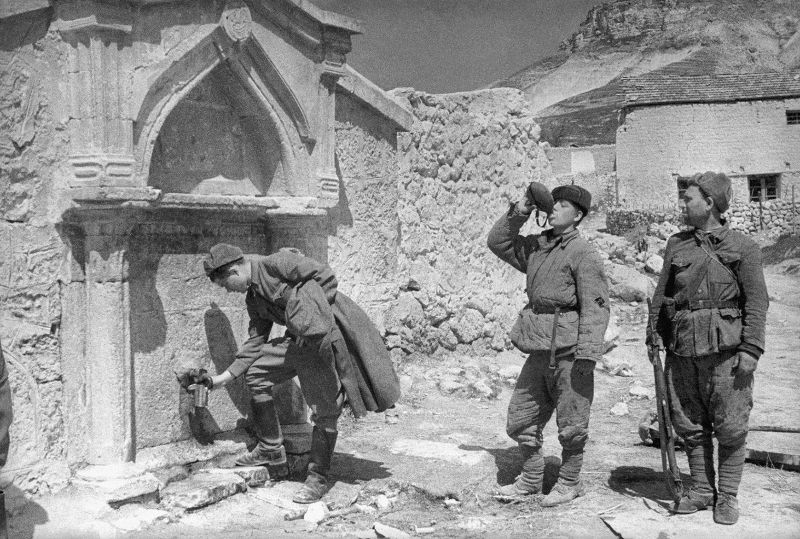
Бойцы ИПТА РККА набирают воду из источника в селе Дуванкой под Севастополем, 2 мая 1944, Фотохроника ТАСС, фото Е. Халдей

В годы Великой Отечественной войны через Дуванкой проходила первая линия обороны Севастополя и в декабре 1941 года, в начале первого штурма города, село неоднократно переходило из рук в руки. У села, 7 ноября 1941 года, при отражении первого штурма Севастополя, в бою с немецкими танками героически погибли Николай Фильченков, Василий Цибулько, Юрий Паршин, Иван Красносельский и Даниил Одинцов. На месте подвига пяти моряков-черноморцев, Героев Советского Союза, в 1945 году был установлен памятник. В 1967 году в селе был открыт Музей истории 4-го сектора обороны Севастополя в котором с 1972 года находится диорама «Героическая гибель пяти матросов Черноморского флота в ноябре 1941 года», первая сельская диорама на территории СССР.
В 1944 году, после освобождения Крыма от фашистов, согласно постановлению ГКО № 5859 от 11 мая 1944 года, 18 мая крымские татары были депортированы в Среднюю Азию. На май того года в селе учтено 632 жителя (350 семей), из них все 591 человек крымских татар, 18 русских и 19 украинцев. 12 августа 1944 года было принято постановление № ГОКО-6372с «О переселении колхозников в районы Крыма», по которому в район из Орловской и Брянской областей РСФСР переселялись 6000 семей колхозников, а в начале 1950-х годов последовала вторая волна переселенцев из различных областей Украины. Указом Президиума Верховного Совета РСФСР от 21 августа 1945 года Дуванкой был переименован в Верхнесадовое и Дуванкойский сельсовет — в Верхнесадовский. С 25 июня 1946 года Верхнесадовое в составе Крымской области РСФСР, а 26 апреля 1954 года Крымская область была передана из состава РСФСР в состав УССР. 15 февраля 1965 года село передано в состав Севастопольского горсовета. По данным переписи 1989 года в селе проживало 1983 человека. С 1991 года — в составе города со специальным статусом Севастополя на Украине, не признавшей в 2014 году аннексию Севастополя вместе со всем Крымом Россией. С 21 марта 2014 года — в составе города федерального значения Севастополь России.

## Население
| 2001 | 2014  | 2021  |
| ---- | ----- | ----- |
| 2436 | ↘2331 | ↗3200 |

Численность населения по данным переписи населения по состоянию на 14 октября 2014 года составила 2331 человек.

### Динамика численности
| - 1805 год — 715 чел. - 1849 год — 593 чел. - 1864 год — 579 чел. - 1886 год — 890 чел. - 1889 год — 1264 чел. - 1892 год — 1084 чел. - 1897 год — 1574 чел. - 1902 год — 1114 чел. - 1915 год — 2067/225 чел. | - 1926 год — 1704 чел. - 1939 год — 1983 чел. - 1944 год — 632 чел. - 1974 год — 1980 чел. - 1995 год — 2632 чел. - 2001 год — 2436 чел. - 2009 год — 2989 чел. - 2014 год — 2331 чел. |

## Известные уроженцы, жители
Меджитов, Селим Аметович — советский военный, участник Великой Отечественной войны.

## Современное состояние
В селе действует средняя школа № 52 имени Ф. Д. Безрукова, детский сад № 113, клуб "Культурного комплекса «Корабел», библиотека-филиал № 38, православный храм Пророка Илии, церковь Евангельскии христиан-баптистов. В селе находятся братское воинское захоронение периода Отечественной войны и памятник на месте подвига пяти моряков-черноморцев.

## Транспорт
Через село проходит автодорога Симферополь — Севастополь (по украинской классификации Н-06, по российской — 67Р-1), по которой Верхнесадовое связано автобусным сообщением со многими городами Крыма и большинством населённых пунктов юга полууострова. В селе также находится железнодорожная станция Верхнесадовая Крымской железной дороги.